# Minolaimus cervoides
Minolaimus cervoides är en rundmaskart som beskrevs av Vitiello 1970. Minolaimus cervoides ingår i släktet Minolaimus och familjen Cyatholaimidae. Inga underarter finns listade i Catalogue of Life.